# Iya Villania
Raelene Elaine Ebaler Villanía, född den 29 juni 1986 i Camperdown, New South Wales, Australien, mer känd som Iya Villania, är en filippinsk-australisk skådespelare, värdinna, sångare, dansare och modell. Hon har bland annat varit värd för TV-shower såsom ASAP Mania, Us Girls.

## TV
| År           | Titel                                       | Roll                  | Network     |
| 2012         | Gag U                                       | Värd                  | Studio 23   |
| 2012         | It's Showtime                               | Värd                  | ABS-CBN     |
| 2011         | I Dare You: The Kapamilya Exchange          | Värd                  | ABS-CBN     |
| 2011–present | Umagang Kay Ganda                           | Värd                  | ABS-CBN     |
| 2010         | Precious Hearts Romances Presents: Kristine | Scarlet Saavedra      | ABS-CBN     |
| 2010         | Pilipinas Got Talent                        | Värd                  | ABS-CBN     |
| 2009         | Only You                                    | Trixie                | ABS-CBN     |
| 2008         | OMG!                                        | Host                  | TV5         |
| 2008         | Mysmatch                                    | Värd                  | TV5         |
| 2008         | Palmolive Shining Circle of 10: Batch 2008  | Värd                  | ABS-CBN     |
| 2007         | Lastikman                                   | Yelena White          | ABS-CBN     |
| 2007         | U Can Dance Ver. 2                          | Värd                  | ABS-CBN     |
| 2006         | Us Girls                                    | Host                  | ABS-CBN     |
| 2006         | U Can Dance                                 | Värd                  | ABS-CBN     |
| 2005–present | ASAP                                        | Värd och skådespelare | ABS-CBN     |
| 2005–2006    | Kung Mamahalin Mo Lang Ako                  | Betina                | GMA Network |
| 2005–2006    | Wowowee                                     | Värd                  | ABS-CBN     |
| 2004–present | MYX                                         | VJ                    | MYX         |
| 2004         | Seasons of Love                             | Alex                  | ABS-CBN     |
| 2004         | The Buzz                                    | Gästvärd              | ABS-CBN     |
| 2004         | SOP Gigsters                                | Värd                  | GMA-7       |
| 2004         | Game Channel Extreme                        | Värd                  | GMA-7       |
| 2003         | Walang Hanggan                              | Rachelle              | GMA-7       |
| 2003         | Click                                       | Sydney Torres         | GMA-7       |
| 2003         | Game Channel                                | Värd                  | IBC         |

## Filmer
| År   | Titel                                    | Roll   | Company          |
| 2009 | Shake, Rattle & Roll XI                  | Lianne | Regal Films      |
| 2009 | When I Met U                             | Tracy  | GMA Films        |
| 2007 | Paano Kita Iibigin                       | Tessa  | Star Cinema      |
| 2006 | Pamahiin                                 | Aileen | Regal Films      |
| 2005 | Exodus: Tales from the Enchanted Kingdom | Lin-Ay | Imus Productions |
| 2004 | Aishite Imasu 1941: Mahal Kita           | Julia  | Regal Films      |
| 2004 | A Beautiful Life                         | Janiz  | GMA Films        |

## Musikvideor
| År   | Video                    | Album                                            |
| 2009 | I Never Cry              | Finally!                                         |
| 2009 | Pilipino: Kaya Natin Ito | Star Records                                     |
| 2008 | My First Broken Heart    | Finally!                                         |
| 2006 | Good To Be Me            | Rose Online Original Soundtrack                  |
| 2004 | Almost Paradise          | Footloose the Musicale Original Soundtrack Album |

## Diskografi
| År   | Album    | Label        | Noteringar |
| ---- | -------- | ------------ | ---------- |
| 2008 | Finally! | Viva Records |            |